# Oficial (ofici)

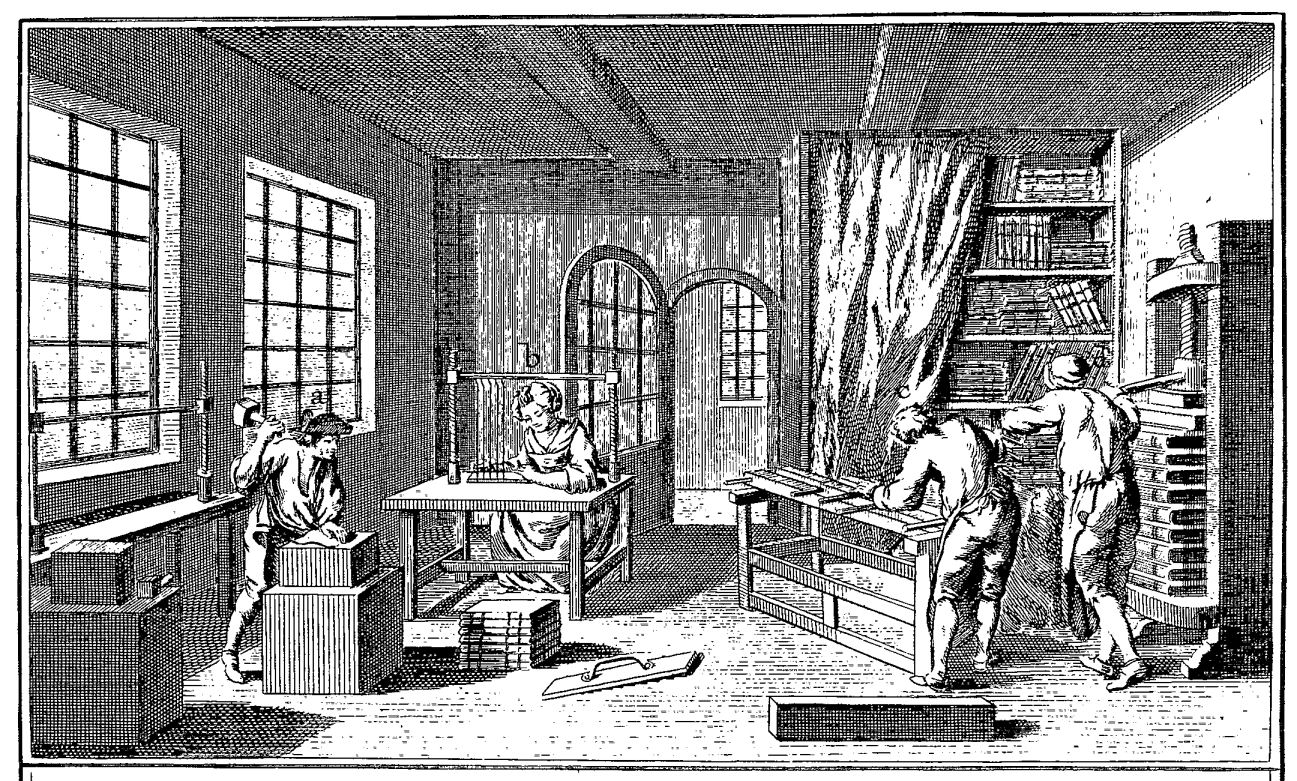
Oficials treballant en un taller d'enquadernació (França,)

L'oficial era el membre del gremi que havia superat el període d'aprenentatge i que no havia aconseguit el grau de mestre, per la qual cosa treballava per a aquest a canvi d'un salari.

## Història
Els oficials eren anomenats en el Regne de França valets o compagnos, un terme que també apareix a la Catalunya del segle XV (companyons), on també eren anomenats joves o macips. La principal aspiració dels oficials era aconseguir el grau de mestre per a poder tenir el seu propi taller, i no haver de continuar treballant per a uns altres a canvi d'un salari. No obstant això, es van trobar amb la forta oposició dels mestres ja establerts que no volien que s'obrissin més tallers del seu mateix ofici. Per a això, sobretot a partir de finals del segle XIV, van establir un rigorós examen en el qual els oficials aspirants a mestres havien de demostrar el coneixement de l'ofici mitjançant la realització d'una "obra mestra", previ pagament d'unes quantitats de diners bastant elevades per a poder presentar-se a la prova. Això va aixecar les protestes dels oficials sobretot perquè els fills dels mestres estaven dispensats o bé del pagament dels drets d'examen, o bé de realitzar la prova, i de vegades de les dues coses. Tot això va conduir a molts oficials a distanciar-se del gremi i a formar organitzacions pròpies per a la defensa dels seus interessos específics, enfront dels mestres, que, d'altra banda, dominaven els gremis perquè només ells podien accedir als càrrecs de direcció dels mateixos (anomenats cònsols, prudhommes, prévots a França; jurados i veedores a Castella; priors i cònsols a Catalunya; majordom a Aragó; clavaris a València i sobreposats a Mallorca).